# Senegal nos Jogos Olímpicos de Inverno de 1992
O Senegal participou dos Jogos Olímpicos de Inverno de 1992 em Albertville, na França. Foi a segunda participação do país em Jogos Olímpicos de Inverno.

## Desempenho

### Esqui alpino
| Atleta         | Evento                   | Descida 1 | Descida 2 | Total   | Total |
| Atleta         | Evento                   | Descida 1 | Descida 2 | Tempo   | Pos.  |
| -------------- | ------------------------ | --------- | --------- | ------- | ----- |
| Lamine Guèye   | Downhill masculino       |           |           | 2:12.84 | 45º   |
| Alphonse Gomis | Downhill masculino       |           |           | DNF     | DNF   |
| Lamine Guèye   | Super G masculino        |           |           | 1:29.18 | 78º   |
| Alphonse Gomis | Super G masculino        |           |           | DNF     | DNF   |
| Lamine Guèye   | Slalom gigante masculino | 1:21.60   | 1:23.38   | 2:44.98 | 66º   |
| Alphonse Gomis | Slalom gigante masculino | 1:24.29   | 1:23.79   | 2:48.08 | 74º   |
| Lamine Guèye   | Slalom masculino         | 1:10.90   | DNF       | DNF     | DNF   |
| Alphonse Gomis | Slalom masculino         | DNF       | DNF       | DNF     | DNF   |

| Atleta         | Evento    | Downhill | Downhill | Slalom | Slalom | Total | Total |
| Atleta         | Evento    | Tempo    | Pos.     | Tempo  | Pos.   | Pts.  | Pos.  |
| -------------- | --------- | -------- | -------- | ------ | ------ | ----- | ----- |
| Lamine Guèye   | Combinado | 2:02.38  | 58º      | DNF    | DNF    | DNF   | DNF   |
| Alphonse Gomis | Combinado | 2:00.56  | 57º      | DNF    | DNF    | DNF   | DNF   |

Legenda
| Recorde mundial      | Recorde mundial (World record)               |                       | Recorde africano                      | Recorde africano (African) |                                           | Q | Classificado por posição (Qualified) |
| Recorde olímpico     | Recorde olímpico (Olympic record)            | Recorde da América    | Recorde da América (Americas)         | q                          | Classificado por melhor tempo (Qualified) |   |                                      |
| Melhor marca do ano  | Melhor marca do ano (World leading)          | Recorde asiático      | Recorde asiático (Asian)              | DNS                        | Não largou (Did not start)                |   |                                      |
| Recorde nacional     | Recorde nacional (National record)           | Recorde europeu       | Recorde europeu (European)            | DNF                        | Não terminou (Did not finish)             |   |                                      |
| Recorde pessoal      | Recorde pessoal do atleta (Personal best)    | Recorde da Oceania    | Recorde da Oceania (Oceania)          | DSQ / DQ                   | Desclassificado (Disqualified)            |   |                                      |
| Recorde da temporada | Recorde da temporada do atleta (Season best) | Recorde sul-americano | Recorde sul-americano (South America) | NM                         | Sem marca (No mark)                       |   |                                      |